# Timilia

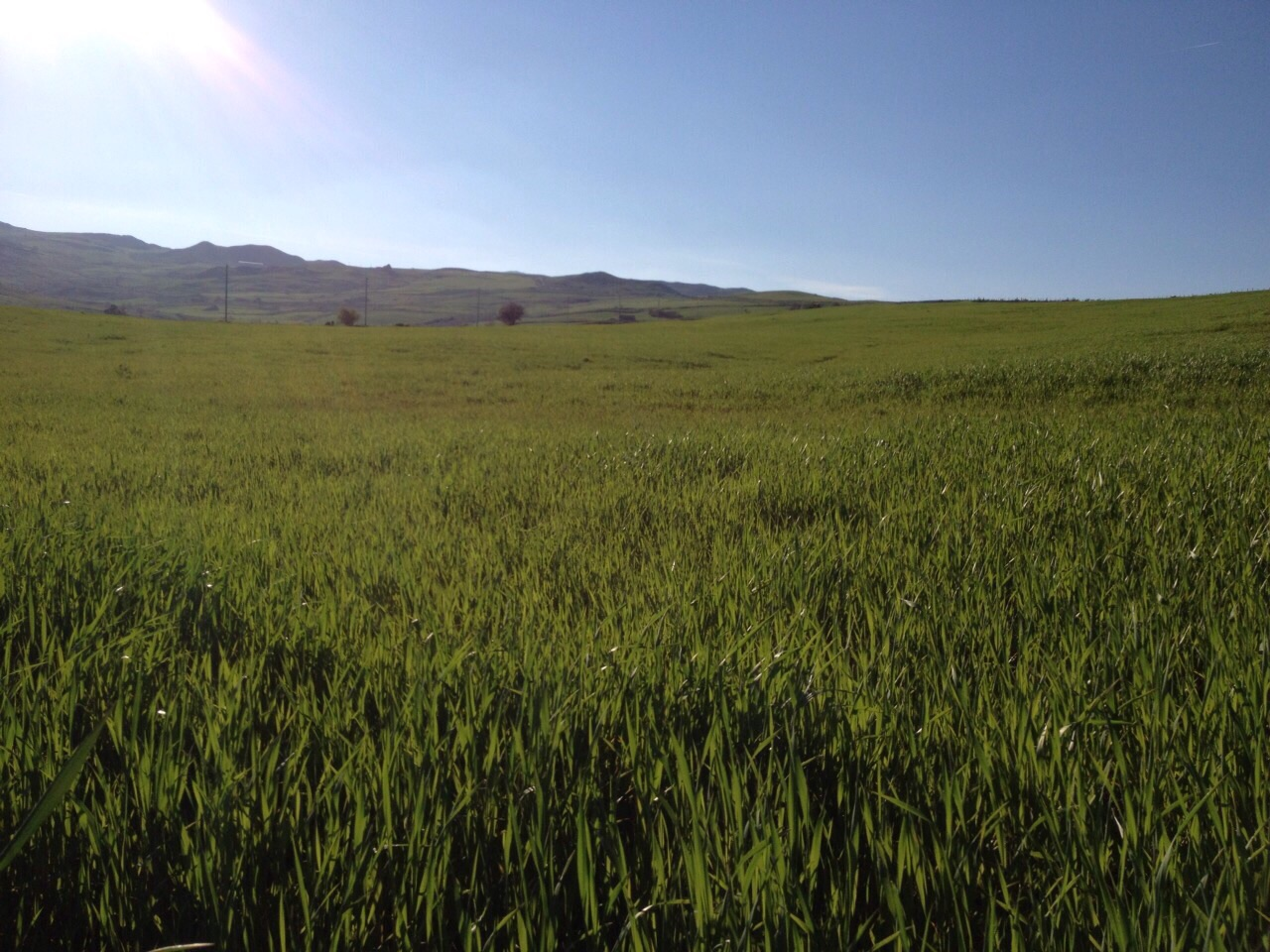
Champ de blé 'Timilia' au printemps.

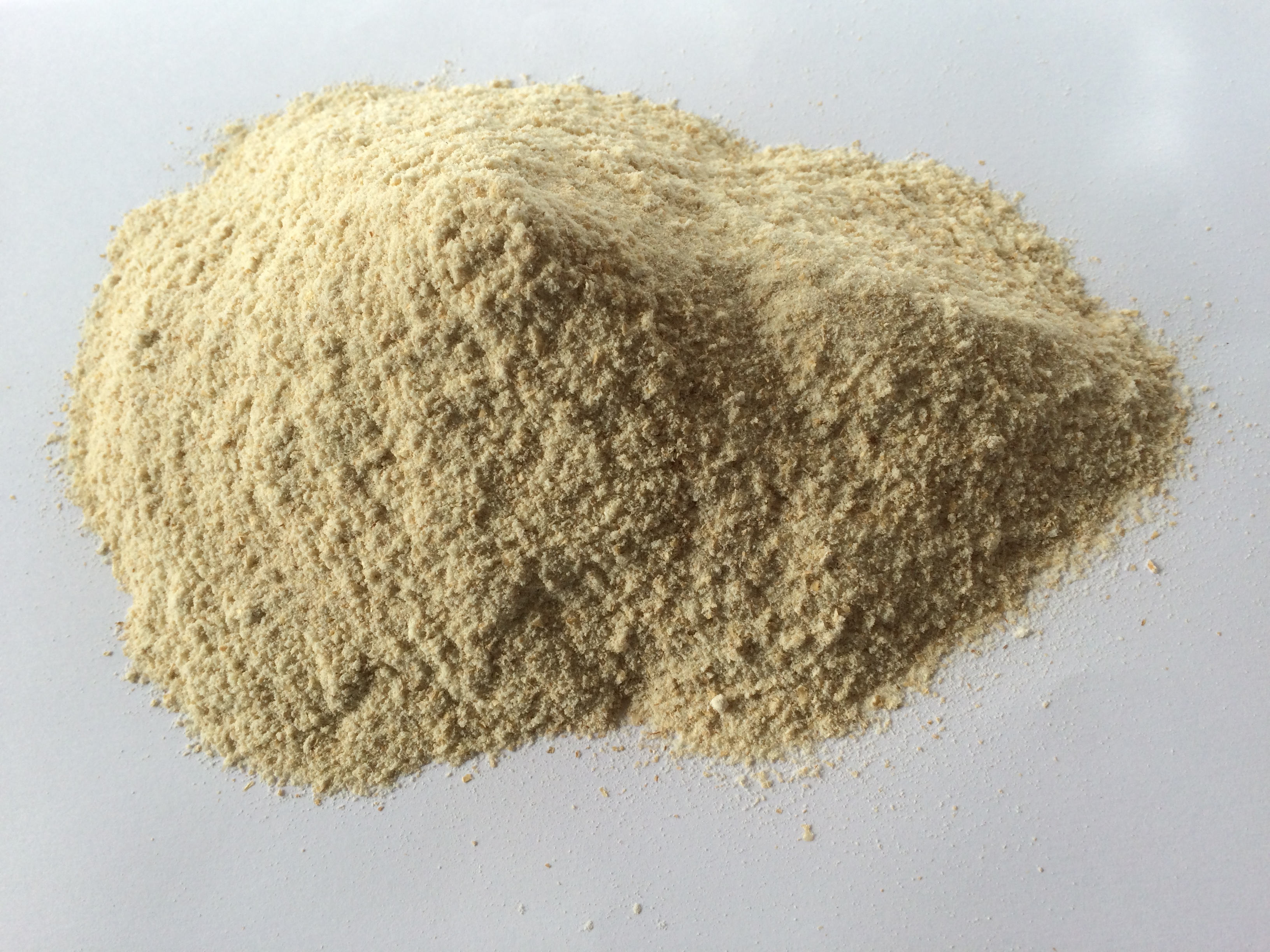
Farine de blé dur 'Timilia'.

Le Timilia, ou grano marzuolo (blé de mars), appelé autrefois Tûmìnia Nigra, est un des 32 cultivars de blés durs siciliens antiques (Triticum durum Desf. var. affine Koern) appartenant au groupe des blés tétraploïdes et possédant 28 chromosomes.
Il est cultivé en Sicile dans les provinces d'Agrigente,  Caltanissetta, Enna, Messine, Palerme, Raguse, Trapani.
Le 'Timilia' est toujours cultivé dans l'arrière-pays sicilien, en particulier dans la vallée de l'Imera méridionale. Avec ce blé, on prépare le pain noir de Castelvetrano.
Ce cultivar a un cycle de croissance bref, avec un semis en mars dans les collines, et même plus précoce dans les zones maritimes. Il était très répandu en Sicile avant la seconde Guerre mondiale.
On le semait après un automne pluvieux, quand les autres blés ne pouvaient pas être semés. Il est répandu dans le bassin méditerranéen et est très résistant à la sécheresse.
Sa farine permet, avec peu d'eau, de produire des pains à pâte dure de couleur sombre, très digestes et qui peuvent se conserver longtemps.
Depuis 2010, on l'emploie, notamment en Sicile, pour produire de la bière artisanale,.

« Le blé est magnifique. Tumenia (Tumminia), un nom qui semble dériver de bimenia ou trimenia, est un cadeau précieux de Cérès : c'est une sorte de blé d'été qui mûrit en trois mois. On le sème du premier janvier au mois de juin, et il mûrit toujours en un temps déterminé. Il n'a pas besoin de beaucoup d'eau, mais plutôt d'une grande chaleur. Il montre d'abord une petite feuille très délicate, puis grandit comme le froment et acquiert finalement beaucoup de force... »

— Johann Wolfgang Goethe, Voyage en Sicile, 1787

## Histoire
Ce blé était déjà connu à l'époque grecque sous le nom de trimeniaios (τρεσ μηναιός),.
Déjà à Lentini lors de la  guerre de 90 ans de 1282 à 1372, il était largement utilisé pour son semis tardif comme on peut le lire dans les chroniques de l'époque, surtout pendant le siège de 1359.

« ... C'était à cette époque et pour cette guerre, que la culture du blé de mars a été introduite, appelé alors Diminia parce que, arrivant à maturité en moins de temps que les autres blés, les agriculteurs croyaient courir moins de risques. Pourtant, cela n'a en rien servi aux habitants de Lentini en avril 1359. […] »

— Niccolò Palmeri, Carlo Somma ;  Palerme, 1883 - Opere edite et inedite - page 802, Stabilimento Tipografico P. Pensante
Ce blé était également répandu au Portugal, en Afrique du Nord, en France et en particulier à Séville en Espagne. Hugo Werner, en 1885, rapporte les différents noms du Triticum tumonia ou Timilia par lesquels il était désigné : « Tremesino » en Espagne, « blé Trimenia », « Trèmois », ou  « Trimenia de Sicile » en France, « Dreimonatweizen » (blé des trois mois) en Allemagne,.
Le Trimenia barbu de Sicile est connu comme l'un des blés les plus adaptés aux climats chauds et secs,.
Très connue et très utilisée au XVIIe siècle, cette variété, ainsi que d'autres variétés typiques de la Sicile, a été intensivement étudiée pendant la période fasciste en Italie par la Station expérimentale de céréaliculture « Benito Mussolini » pour la Sicile.
Paradoxalement, la culture de cette variété sicilienne typique ne figure pas parmi celles qui donnent accès aux contributions de la communauté européenne.

## Recherche
Des chercheurs de l'université de Catane ont étudié en 2011 les sous-unités de gluténine de cinq cultivars de blé cultivés dans le sud de l'Italie, en les comparant avec quelques écotypes de blé 'Timilia', et ont trouvé dix substitutions d'acides aminés dans la glutéine des blés modernes étudiés.
Une expérimentation pilote a été menée sur la possibilité de prévenir le syndrome de l'intestin irritable grâce à la consommation de produits à base de farine Timilia. C'est une pathologie dont l'incidence épidémiologique est en grande augmentation dans la population italienne.
L'étude, bien que préliminaire, semble indiquer des avantages liés à ce régime, tout en laissant ouverte la nécessité de mieux vérifier l'hypothèse scientifique en recherchant des proportions statistiques plus importantes,.

## Caractéristiques
L'épi de la variété Triticum durum var. affine est aristée, fusiforme de face et de profil. Il présente des arêtes de longueur moyenne, jaune clair. Les glumes sont glabres, jaune clair, de longueur moyenne et étroites.
Le caryopse est de longueur moyenne et brun
La variété Triticum durum var. affine est très résistante à l'allettamento et a une maturation tardive. Elle est résistante aux maladies du charbon et du piétin.
La Station de céréaliculture pour la Sicile a sélectionné en 1930 deux variétés de 'Timilia', dénommées
- 'Timilia S.G.1' (à arêtes noires) Triticum durum Desf. var. reichenbachii Koern,
- 'Timilia S.G.2' (à arêtes blanches) Triticum durum Desf. var. affine Koern.

## Farine
La farine intégrale est peu raffinée et contient de nombreux oligo-éléments provenant du germe et du son. Elle présente une valeur protéique élevée et une teneur en gluten faible.
La farine, de couleur grisâtre particulière et unique, est très appropriée pour la panification en mélange avec d'autres semoules siciliennes. Pour ne pas perdre ses qualités organoleptiques, il est préférable de l'utiliser assez rapidement (environ quatre mois).
À l'aide de cette farine, on produit le pain noir de Castelvetrano, auquel elle apporte sa couleur sombre. Son arôme unique et caractéristique est celui du grillé avec des notes d'amande et de malt.
La farine possède un indice de force (ou indice W alvéographique) d'environ 180 × 10−4 J, une humidité autour de 15,50 %, 10,5 % de gluten et une valeur protéique de 14 % ; en outre, elle a une hygroscopicité faible, avec des valeurs tournant autour de 58,5 %.